# Виркино
Виркино (рос. Выркино) — присілок в Кімрському районі Тверської області Російської Федерації.
Населення становить 14 осіб. Входить до складу муніципального утворення Биковське сільське поселення.

## Історія
Від 2005 року входить до складу муніципального утворення Биковське сільське поселення.

## Населення
| 2008 | 2010 |
| ---- | ---- |
| 20   | ↘14  |